# Polygnamptia venipunctata
Polygnamptia venipunctata är en fjärilsart som beskrevs av Paul Dognin 1920. Polygnamptia venipunctata ingår i släktet Polygnamptia och familjen nattflyn. Inga underarter finns listade i Catalogue of Life.